# Стратос Сварнас
Стратос Сварнас (грец. Στράτος Σβάρνας, нар. 11 листопада 1997, Афіни) — грецький футболіст, центральний захисник клубу АЕК та національної збірної Греції. На умовах оренди грає за польський клуб «Ракув» з Ченстохови.

## Клубна кар'єра
Народився 11 листопада 1997 року в місті Афіни. Вихованець футбольної школи клубу «Тріглія» (Рафіна). 2013 року дебютував за першу команду, в якій провів сезон 2013/14, взявши участь у 12 матчах Гамма Етнікі, третього дивізіону країни.
Своєю грою за цю команду привернув увагу представників тренерського штабу клубу АЕК, до складу якого приєднався 2014 року. Відіграв за афінський клуб наступні два сезони своєї ігрової кар'єри, але зіграв лише у 4 матчах в усіх турнірах і став володарем Кубка Греції 2015/16.
2016 року уклав контракт з клубом «Ксанті», у складі якого провів наступні два роки своєї кар'єри гравця, зігравши у 25 іграх в усіх турнірах
16 серпня 2018 року Сварнас повернувся в АЕК, уклавши п'ятирічний контракт. У першому сезоні Сварнас знову виходив на поле вкрай рідко, але з 2019/20 став частіше виходити на поле. 5 лютого 2020 року забив перший гол за клуб у матчі чемпіонату Греції проти «Панетолікоса» (1:1). Станом на 6 жовтня 2020 року відіграв за афінський клуб 29 матчів в національному чемпіонаті.

## Виступи за збірні
- 2014 року дебютував у складі юнацької збірної Греції (U-17), загалом на юнацькому рівні взяв участь у 18 іграх.
- 2018 року залучався до складу молодіжної збірної Греції. На молодіжному рівні зіграв у 2 офіційних матчах.
- 3 вересня 2020 року дебютував в офіційних матчах у складі національної збірної Греції в грі Ліги націй УЄФА 2020/21 проти Словенії (0:0), відігравши увесь матч[3].

| Дата       | Місто      | Господарі | Результат | Гості    | Турнір                               | Голи | Примітки |
| ---------- | ---------- | --------- | --------- | -------- | ------------------------------------ | ---- | -------- |
| 3-9-2020   | Любляна    | Словенія  | 0 – 0     | Греція   | Ліга націй УЄФА 2020-2021 - 1-й етап | -    |          |
| 6-9-2020   | Приштина   | Косово    | 1 – 2     | Греція   | Ліга націй УЄФА 2020-2021 - 1-й етап | -    |          |
| 7-10-2020  | Клагенфурт | Австрія   | 2 – 1     | Греція   | товариський матч                     | -    | 46'      |
| 11-10-2020 | Афіни      | Греція    | 2 – 0     | Молдова  | Ліга націй УЄФА 2020-2021 - 1-й етап | -    |          |
| 14-10-2020 | Афіни      | Греція    | 0 – 0     | Косово   | Ліга націй УЄФА 2020-2021 - 1-й етап | -    |          |
| 28-3-2021  | Салоніки   | Греція    | 2 – 1     | Гондурас | товариський матч                     | -    | 39'      |
| Усього     |            | Матчів    | 6         |          | Голів                                | 0    |          |

## Титули і досягнення
- Володар Кубка Греції (1):

АЕК: 2015–16
- Володар Суперкубка Польщі (1):

«Ракув»: 2022
- Чемпіон Польщі (1):

«Ракув»: 2022–23